# Jacint Morera i Pujals
Jacint Morera i Pujals (Terrassa, Vallès Occidental, 16 de novembre de 1915 – Calonge, Baix Empordà, 1 de juliol de 1989) fou un pintor, caricaturista, muralista i activista cultural català. Casat amb Soledat Orriols, La Sole, no tingueren fills.

## Adolescència
Tal com recull l'entrevista de F.B. Torres el 1935 el mateix Morera no es considera pintor tot i la inauguració amb èxit de la seva exposició de caricatures a l'Associació Catalanista de Terrassa als vint anys. Encara que la família, amb orígens al tèxtil, volia que fos dentista era coneguda la seva devoció pel dibuix.

## Guerra civil i postguerra
El 1936, Morera fou mobilitzat al Front d'Aragó i Lleida. tot el malament que ho va passar, no en parlava mai, continuava fent dibuixos que el 1959 foren exposats amb el títol de "Del front estant" a la Llibreria Camon.
El 24 de març de 1940, poc després de fer el servei militar a Mataró, va inaugurar una exposició de dibuixos i caricatures als Amics de les Arts,entitat amb la qual sempre va mantenir una estreta relació.
El 1944, juntament amb Ramon Cortès Casanovas, va realitzar, de franc, murals a l'Església dels Carmelians, tot i reconèixer una forta censura d'estil.
Del 2 al 22 d'octubre de 1948, Morera, juntament amb Modest Cuixart i Tàpies, Maria Girona i Benet, Josep Hurtuna, Jordi Mercadé i Farrés, Ramon Rogent i Perés, Albert Ràfols-Casamada, Josep Maria de Sucre i de Grau, Francesc Todó Garcia, Pere Tort i Antoni Tàpies i Puig va participar en el Primer Saló d'Octubre a les Galeries Laietanes. Durant el segon Saló d'Octubre, en Morera fou acusat de plagi i, tot i el suport de crítics com Rafael Santos i Torroella, Rafael Manzano i Sebastià Gasch i Carreras, Morera en sortí molt disgustat i no tornà a participar-hi fins al 1957.
Va continuant dibuixant i fent exposicions i la seva pintura anava agafant volum.

## Calonge
Tot just amb l'entrada dels anys 60 del segle xx, Morera es trasllada amb la seva muller, la Sole, a la vila de Calonge. Encara que tingué uns anys primerecs força durs, Morera va continuant pintant i cercant amb els materials de la localitat. Continuà fent exposicions tant a Barcelona, com a Palamós, sense oblidar al mateix Calonge ni Terrassa.
Va col·laborar amb el teixit cultural calongí, va fer la portada de "la Vall de Calonge" del seu amic Pere Caner i Estrany i a més va ser membre del Patronat de Festivals de Música de Calonge. A aquesta localitat empordanesa Morera va morir als 73 anys, tot i bé, que fou enterrat a la seva Terrassa natal.

## Publicacions
- Teranyines. Amb Josep Mauri i Francesc de B. Junyent
- Llibre de Jacint Morera, “Ramon Cortès i el seu entorn” ISBN 84-600-2499-7